# Гелбахиани, Нана Элгуджаевна
На́на Элгуджаевна Гелбахиани (род. 1 октября 1971, СССР) — российская футболистка, защитник; тренер. Мастер спорта России (2000).

## Биография
Начала карьеру в конце 1980-х годов в команде «Иверия» (Тбилиси), участвовавшей в первых неофициальных футбольных турнирах в СССР. В начале 90-х годов перешла в ФК «Калужанка», где провела семь сезонов, пока клуб не был расформирован в 1999 году. После подписала контракт с воронежской «Энергией», а в 2002 году перешла в ФК «Лада» Тольятти. Там она выиграла чемпионат и кубок 2004 года и дебютировала в еврокубках.
В 2007 году перешла в СКА из Ростова, где провела два сезона перед возвращением в Тольятти в 2009 году. Команда была распущена в том же году, и Гелбахиани перебралась в Воронеж. В 2012 году подписала контракт с ФК «Дончанка» (Азов), где и завершила карьеру.
Работает тренером молодёжного состава «Дончанки».